# Alyssum huber-morathii
Alyssum huber-morathii är en korsblommig växtart som beskrevs av Theodore `Ted' Robert Dudley. Alyssum huber-morathii ingår i släktet stenörter, och familjen korsblommiga växter. Inga underarter finns listade i Catalogue of Life.